# 康军 (1964年1月)
參數所指定的目標頁面不存在，建議更正成存在頁面或直接建立下列一個頁面（建立前請先搜尋是否有合適的存在頁面可以取代）：
- 康军 (1964年4月)

康军（1964年1月—），河北平山人，汉族，中国共产党党员。中华人民共和国政治人物、第十三届全国人民代表大会甘肃省代表。

## 生平
2018年，康军被选为甘肃省出席第十三届全国人民代表大会代表。